# Néstor García
Néstor Rafael García (Bahía Blanca, 11 gennaio 1965) è un allenatore di pallacanestro argentino.
È soprannominato Che